# Ophion slossonae
Ophion slossonae là một loài tò vò trong họ Ichneumonidae.